# Carioca (metropolitana di Rio de Janeiro)
Carioca/Centro è una stazione della linea 1 e 2 della metropolitana di Rio de Janeiro. È situata sotto largo da Carioca, nel centro storico di Rio.

## Storia
La stazione fu attivata il 15 luglio 1981.
Nell'agosto 2022, la stazione è stata rinominata da Carioca/Centro, quando alla tradizionale denominazione delle stazioni è stata aggiunta quella dei quartieri in cui si trovavano.

## Interscambi
Nelle vicinanze della stazione effettuano fermata due linee di tram.
- Fermata tram (linea 1 e 2)